# Black 13 Angelz
Pour les articles homonymes, voir Angelz.
Black 13 Angelz est un groupe de metalcore koweïtien. Formé en 2007, il est composé de Walid (guitare, chant secondaire), Abbas (chant), Abdalazez (piano), Mesho (guitare), Nuwaf (batterie) et Abdullah (basse). Le groupe mélange la musique électronique (techno), la musique arabe, du post-hardcore avec du metalcore. Leur style musical est similaire avec celui d'Asking Alexandria, de Blessthefall, et du groupe japonais Blood Stain Child.

## Biographie
Le groupe est formé le 13 octobre 2007 au Koweït. Il est composé de Walid (guitare, chant secondaire), Abdalazez (piano), Mesho (guitare), Nuwaf (batterie) et Abdullah (basse).
Le groupe recrute ensuite le chanteur Abbas, qui chantait des chansons RnB et même écrit les paroles. Il rejoint le groupe dans le but d'essayer quelque chose de nouveau.
Le 2 avril 2008, Black 13 Angelz participe au concours Kuwait Battle of the Bands, où ils atteignent la première place. Le batteur Nuwaf reçoit le prix du meilleur batteur. En 2009, le groupe sort son premier EP, intitulé Angel Falling Down. Dans les paroles, les membres reposent sur leurs expériences de vie. À cette période, le groupe travaille sur son premier album qu'il annonce en 2011. Il est enregistré au Studio Sarj et produit par Sajid Masood. Pour la chanson This is Us, le groupe collabore avec les jeunes rappeurs Young Rich et Fat D.
Le groupe se produit au Kuwait Rock 2011. Le 22 juillet 2011, le groupe joue avec trois autres groupes locaux à l'Holiday Inn Hotel. La chanson Cry Me a River, une reprise du morceau homonyme de Justin Timberlake, classé premiers des charts koweïtiens. Leur nouvel album sera distribué à l'échelle internationale. Le groupe dispose d'une grande base de fans en Arabie Saoudite. Dans une interview avec le magazine koweïtien Rockability Magazine, le groupe avoue avoir une fois partagé la scène avec des groupes comme Slipknot et Asking Alexandria, et d'avoir joué au Vans Warped Tour aux États-Unis.
Le 6 janvier 2012, le groupe fait sa première apparition à l'étranger. Le groupe joue à Dubaï, aux Émirats arabes unis. Le 22 mai 2014, leur album studio homonyme est publié en téléchargement gratuit. Une pression sur CD devait et prévue la même année. Cependant, l'album ne sera jamais publié sur CD. À la place, le groupe annonce sa séparation.

## Style musical
Les paroles du groupe se basent sur l'expérience de la vie des membres. Ils jouent un metalcore, accompagné d'éléments de musique arabe, et parfois de techno. Ils citent Avenged Sevenfold, Blessthefall et Asking Alexandria comme inspirations. Ali Atef de Jorzine compare Black 13Angelz au groupe japonais Blood Stain Child.
Les paroles sont la plupart du temps en anglais, et parfois en arabe. Le groupe est connu dans les pays arabes, mais largement ignoré dans les pays occidentaux.

## Discographie

### Album studio
- 2014 : Black 13 Angelz

### EP
- 2009 : Angel Falling Down
- 2010 : Beautiful Inside

### Single
- 2011 : Cry Me a River (Justin Timberlake Cover)